# Félix Ramananarivo
Félix Ramananarivo (Belanitra Ambohitompoina, 19 mei 1934 - 12 mei 2013) was bisschop van het rooms-katholieke bisdom Antsirabé in Madagaskar.

## Biografie
Ramananarivo was lid van de orde der Salettijnen. Op 14 augustus 1965 werd hij tot priester gewijd. 29 jaar later, op 11 november 1994, promoveerde hij tot bisschop van het bisdom Antsirabé, waar hij tot aan zijn pensioen in 2009 deze functie vervulde.